# 鹿児島工業高等専門学校
鹿児島工業高等専門学校（かごしまこうぎょうこうとうせんもんがっこう、英称:National Institute of Technology, Kagoshima College）は、鹿児島県霧島市隼人町真孝にある日本の国立高等専門学校である。1963年（昭和38年）に設置された。略称は鹿児島高専。

## 沿革
- 1963年（昭和38年）04月01日　鹿児島工業高等専門学校設置（機械工学科、電気工学科）
- 1967年（昭和42年）04月01日　土木工学科設置
- 1986年（昭和61年）04月01日　情報工学科設置
- 1991年（平成03年）04月01日　機械工学科2学級のうち1学級を電子制御工学科に改組
- 2000年（平成12年）04月01日　専攻科設置（機械・電子システム工学専攻、電気情報システム工学専攻、土木工学専攻）
- 2003年（平成15年）04月01日　電気工学科を電気電子工学科に改称
- 2004年（平成16年）04月01日　独立行政法人国立高等専門学校機構として発足
- 2004年（平成16年）05月10日　専攻科が日本技術者教育認定機構(JABEE)から認定を受ける
- 2010年（平成22年）04月01日　土木工学科を都市環境デザイン工学科に改称
- 2015年（平成27年）04月01日　土木工学専攻を建設工学専攻に改称

## 設置学科

### 学科（準学士課程）
- 機械工学科
- 電気電子工学科
- 電子制御工学科
- 情報工学科
- 都市環境デザイン工学科

### 専攻科（学士課程）
- 機械・電子システム工学専攻
- 電気情報システム工学専攻
- 建設工学専攻

## 制服
本科1～3年生は男子：学ラン、女子：紺色のブレザーの標準服が設定されているが、私服での通学も認められている。本科4～5年生及び専攻科学生は私服である。服装についてあまり厳しく言われることはない。実際はほとんどの学生が私服である。

## 成績
- 成績は全学年優（100～80）、良（79～70）、可（69～60）、不可（59～0）で評価。本科では学年毎に進級に必要な単位が設定されている。以前は50点未満が不可であったが、JABEE認定申請に伴い60点未満に引き上げられた。
- 逸話として本科3年から4年に進級要件ギリギリで進級した学生が、4年次に全単位を取得したにもかかわらず4年から5年に進級できなかったという事例があった。
- また、本科1年でも留年する事例もある。

## 通学
本科2年次からバイク通学が可能。自動車運転免許は自由に取得できるが、駐車場の関係から自動車通学が認められるのは本科5年生と専攻科学生に限られる。例外として、特別許可願を提出し許可が下りた学生は4年生からの自動車通学が認められる。寮生を含め、ほとんどの学生は学校周辺にある国分隼人自動車学校で自動車免許を取得する。

## 寮生活
- 2006年度（平成18年度）までは、本科1年の男子学生のみ全寮制であった。2018年度（平成30年度）現在、本科1年生であっても自宅通学をするか、寮に入るかは自由となっている。（2年生以上が入寮するには、入寮審査を受けなければならない。）
- PCやスマートフォンの持ち込み、使用も許可されている。ただし、ゲーム機は禁止。
- 寮には、2018年度からWi-Fiが整備されている。
- 平日は朝7時にグラウンドに出てラジオ体操を行う。なお、2021年度からはラジオ体操は廃止（火曜日は実施）された。授業時間中は寮内への立ち入りが禁止されている（食堂施設は除く）。20～23時は自習時間のため自室で勉強しなければならない（教職員が巡回する）。しかし、21時20分～22時までは自己研修時間となり、勉強する必要はない。定期的（ときには不定期）に点呼が行われ所在を確認される。土日祝日は自由に過ごせる。
- 食事は1日3回寮食が提供される。給湯室はあるが自炊はできない（カップ麺など作るためのIH、電子レンジ、製氷機などは置いてある）。なお、海外からの留学生は宗教上の理由等を配慮して自炊が認められている。

## イベント
- 高専祭は文化祭と体育祭の両方を行う数少ない高専である。
- 体育祭は数年前までは応援団と櫓絵が有名であったが、数年前に赴任した校長により応援団、櫓絵の大幅な縮小が行われ、体育祭のある意義すら危うくなっている。特に体育祭に関しては雨天が多く、学年によっては参加種目がなくなることもあるらしい。
- 櫓絵は15m×15mの巨大な絵を学科で対抗して作成し絵の出来映えを競い合う。絵だけでなく、展示する櫓台も学生が制作していたが、2007年度（平成19年度）の体育祭より安全面を考慮し、業者に委託して制作されることとなった。ただし、最近ではサイズは小さくなっており、イラストも版権物の規制、完全自作イラストのみとなった。
- そのほか、クラスマッチや寮でのイベント、学生会主催行事等が存在する。

## アクセス
- JR隼人駅から2km、徒歩で25分
- 県道473号線 いわさきバスネットワーク隼人中前から徒歩で3分
- 国道10号線 浜之市本町バス停から徒歩で8分

## 施設
- 普通教室棟
- 一般科目棟
- 共通棟
- 機械工学科棟
- 機械工場
- 機械実習棟
- 機械土木工学科棟
- 都市環境デザイン工学科棟
- 電子制御工学科棟
- 電気電子工学科棟
- 情報工学科棟
- 情報教育システムセンター
- 地域共同テクノセンター
- 専攻科棟
- 図書館（グローバルALセンター）
- 厚生会館
- 男子志学寮（2・4・5・6・7志　共用棟）
- 女子志学寮（1志）
- 武道場
- 弓道場
- 第一体育館
- 第二体育館
- 夢工房はやと
- 三菱電機製　二次元レーザー加工機　ML1212HV
- 覇者の像

## 著名な出身者
- 上川徹 - サッカー審判員（3年次修了後中退、東海大学へ入学）
- 高岡修 - 詩人・俳人
- ひょうろく - お笑い芸人